# Józef Unszlicht

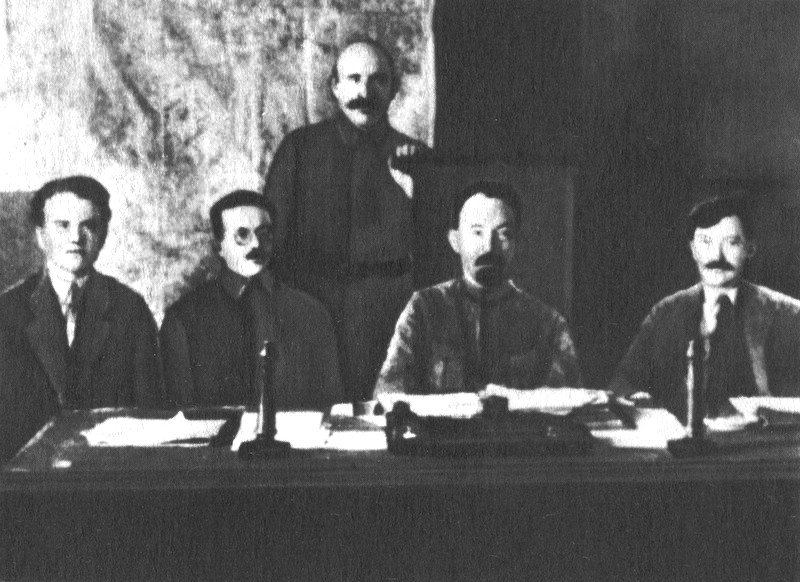
Unszlicht (druhý vlevo) s ostatními členy kolegia VČK v roce 1921

Józef Unszlicht (též Josif Stanislavovič Unšlicht, rusky Иосиф Станиславович Уншлихт; 31. prosince 1879, Mława – 28. července 1938, Moskva) byl ruský revolucionář polského původu a sovětský politik.

## Životopis
Józef Unszlicht se narodil v židovské rodině. Roku 1900 se stal členem Sociální demokracie Polska a Litvy a roku 1906 přešel k bolševikům. Poté byl zatčen a vypovězen na Sibiř. Za únorové revoluce roku 1917 byl osvobozen.
Roku 1918 vstoupil Unszlicht do Rudé armády. Krátce působil jako diplomat v Litvě a Bělorusku. Podporoval sovětsko-polskou válku a roku 1920 byl zvolen do politbyra.
V letech 1921 – 1923 byl Unszlicht náměstkem předsedy Čeky Felixe Dzeržinského, V letech 1925 – 1930 byl náměstkem lidového komisaře vojenství a zastával řadu funkcí v hospodářských organizacích.
Roku 1937 byl Unszlicht zatčen, odsouzen k trestu smrti a 28. července 1938 zastřelen. Roku 1956 byl v rámci destalinizace Nikitou Chruščovem rehabilitován.